# توماس بک
توماس بک (انگلیسی: Thomas Beck؛ ‏ ۲۹ دسامبر ۱۹۰۹ – ۲۳ سپتامبر ۱۹۹۵) بازیگر اهل ایالات متحده آمریکا بود. وی بین سال‌های ۱۹۳۴ تا ۱۹۸۸ میلادی فعالیت می‌کرد.
از فیلم‌ها یا برنامه‌های تلویزیونی که وی در آن نقش داشته‌است می‌توان به هایدی و سیر در عرش اشاره کرد.